# El Resbalón, Nayarit
El Resbalón är en ort i Mexiko.   Den ligger i kommunen Acaponeta och delstaten Nayarit, i den centrala delen av landet, 700 km nordväst om huvudstaden Mexico City. El Resbalón ligger 34 meter över havet och antalet invånare är 747.
Terrängen runt El Resbalón är platt åt sydväst, men åt nordost är den kuperad. Runt El Resbalón är det ganska glesbefolkat, med 25 invånare per kvadratkilometer. Närmaste större samhälle är Acaponeta, 12,9 km nordväst om El Resbalón. Omgivningarna runt El Resbalón är en mosaik av jordbruksmark och naturlig växtlighet.